# Gospa Çiçek
Gospa Çiçek [Čiček] (چیچک خاتون, Çiçek Khātûn) bila je konkubina ili supruga osmanskog sultana Mehmeda II. Osvajača. Njezin je sin bio sultan Džem, a njeno ime znači “cvijet”.
Rođena je oko 1443. godine. O njezinu podrijetlu postoji nekoliko teorija. Çiçek je možda bila kći anatolijskog bega turkmenskog porijekla. Prema drugoj teoriji, Çiçek je bila srpska plemkinja ili kraljevna.
Oko 1458. Çiçek je postala konkubina ili supruga Mehmeda II.
22. prosinca 1459. Çiçek je rodila sina Džema. Umrla je 1498. od kuge te je pokopana u Kairu.